# Sven-Göran Eriksson
Sven-Göran Eriksson (švedska izgovorjava: [svɛnˈjœ̂ːran ˈêːrɪkˌsɔn] ()), švedski nogometaš in trener, * 5. februar 1948, Sunne, Švedska, † 26. avgust 2024, Sunne.
Po karieri nogometaša na položaju branilca v švedskih klubih je zaslovel kot trener v klubskem nogometu, ko je med letoma 1977 in 2001 osvojil 18 državnih lovorik s švedskimi, portugalskimi in italijanskimi klubi. V evropskih klubskih tekmovanjih je osvojil Pokal UEFA leta 1982 in Pokal evropskih pokalnih zmagovalcev leta 1999, v Ligi prvakov pa se je uvrstil v finale leta 1990. 
Kot prvi tuji selektor je med letoma 2001 in 2006 vodil angleško reprezentanco, kasneje še mehiško, filipinsko in reprezentanco Slonokoščene obale. V angleški Premier League je vodil Manchester City in Leicester City, v italijanski Serie A Romo, Fiorentino, Sampdorio in Lazio, skupno je kot trener ali selektor deloval v desetih državah.